# São Pedro da Torre
São Pedro da Torre est une paroisse civile portugaise (en portugais : freguesia) de la municipalité de Valença, dans le district de Viana do Castelo.
Lors du recensement de 2021, São Pedro da Torre compte 1 243 habitants.
Le vieux pont (Ponte Velha) de São Pedro da Torre, construit en granit au XIIIe siècle ou XIVe siècle, est classé immeuble d'intérêt public.